# Nomia lyonsiae
Nomia lyonsiae là một loài Hymenoptera trong họ Halictidae. Loài này được Cockerell mô tả khoa học năm 1912.

## Hình ảnh

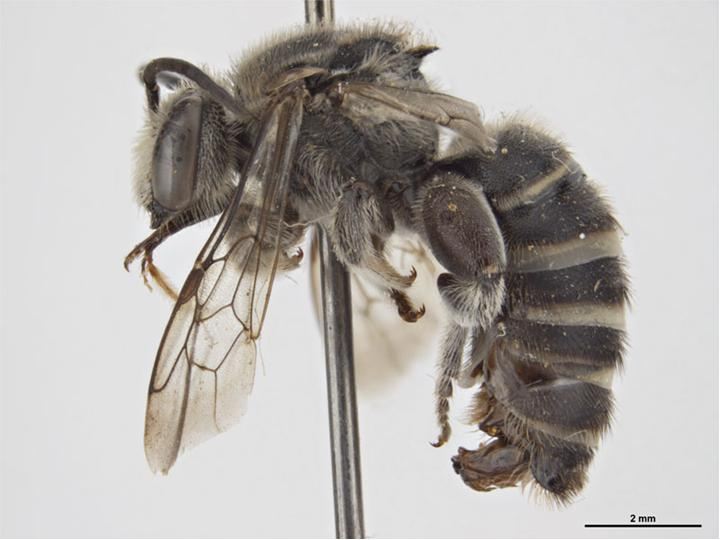